# Gottfried Koehn
Gottfried Koehn (* 16. Januar 1948 in Groß Muckrow) ist ein deutscher Politiker der SPD und war von 1998 bis 2002 Mitglied im Landtag von Sachsen-Anhalt.

## Leben
Nach seinem Abitur machte er eine Ausbildung zum Schlosser-Facharbeiter und studierte in den Jahren 1966 bis 1968 Theologie an der Universität Jena. Von 1968 bis 1969 saß Koehn in Untersuchungshaft beim Ministerium für Staatssicherheit in Gera und wurde anschließend exmatrikuliert. In der Zeit von 1969 bis 1975 war er als Bau- und Hebezeugschlosser beim WBK Gera und Halle tätig und war die folgenden zwei Jahre Gruppenleiter der Technologie. Nach seinem Fernstudium von 1971 bis 1976 graduierte er als Diplom-Ingenieur (FH) für Schwermaschinenbau. Von 1977 bis 1979 arbeitete er als Abteilungsleiter des WBK Halle, bevor er bis 1983 Hauptabteilungsleiter war. 1983 bis 1988 war Koehn stellvertretender Produktionsleiter im Betonfertigteilwerk Halle-Merseburg. Bis 1996 hatte er hier weitere Leitungsfunktionen. Von 1996 bis zu seinem Einzug in den Landtag 1998 war er Projektingenieur in der RWE AQUA GmbH.
Koehn ist verheiratet und hat zwei Kinder.

## Partei
Koehn ist seit der Wende SPD-Mitglied.

## Abgeordneter
Er ist seit 1990 Stadtrat in Halle, wo er bis August 2008 Vorsitzender der SPD-Stadtratsfraktion war und sich aus beruflichen Gründen zurückziehen musste.
Koehn war von 1998 bis 2002 Landtagsabgeordneter. Er vertrat den Wahlkreis Halle V und war Mitglied im Ausschuss für Wohnungswesen, Städtebau und Verkehr.

## Sonstiges
- Vorsitzender des AWO-Kreisverbandes Halle seit 2002